# Prowincja Południowa (Rwanda)
Prowincja Południowa – jedna z pięciu prowincji Rwandy, powstałych 1 stycznia 2006. Została stworzona jako część rządowego programu decentralizacji mającego na celu reorganizację struktur administracyjnych kraju. 
Składa się z dawnych prefektur Gikongoro, Gitarama i Butare.
Jest podzielona na 8 dystryktów (numery odpowiadają oznaczeniom na mapie obok):

1. Gisagara

2. Huye

3. Kamonyi

4. Muhanga

5. Nyamagabe

6. Nyanza

7. Nyaruguru

8. Ruhango